# Бачков Микола Мефодійович
Микола Мефодійович Бачков (1 травня 1911, місто Калуга, тепер Російська Федерація — 26 травня 1996, місто Ялта) — радянський військовий діяч, командувач Дунайської флотилії, контр-адмірал. Член Ревізійної Комісії КПУ в 1960—1961 роках.

## Біографія
З 1933 року служив у Військово-морському флоті СРСР. У грудні 1933 — грудні 1935 р. — слухач курсів командного складу Чорноморського флоту.
У січні — травні 1936 р. — командир Бойової частини-3, у травні 1935 — травні 1937 р. — помічник командира річкового тральщика «Ленінград», у червні 1937 — лютому 1938 р. — помічник командира річкового тральщика «Харків».
У лютому — вересні 1938 р. — слухач мінного відділу Спеціальних курсів командного складу Військово-морського флоту.
У вересні 1938 — березні 1939 р. — тимчасовий виконувач обов'язків командира охорони водного району Головної бази, у березні 1939 — жовтні 1940 р. — мінер, у жовтні 1940 — жовтні 1943 р. — начальник штабу окремого дивізіону тралення і загороджень, у жовтні 1943 — листопаді 1945 р. — командир 1-го дивізіону річкових тральщиків Червонопрапорної Амурської флотилії. Учасник радянсько-японської війни 1945 року.
У листопаді 1945 — березні 1946 р. — начальник штабу бригади тралення, у березні — квітні 1946 р. — старший офіцер оперативного відділу штабу флотилії, у квітні 1946 — листопаді 1947 р. — начальник штабу 1-ї бригади тралення Дунайської флотилії.
У листопаді 1947 — грудні 1950 р. — слухач основного факультету Військово-морської академії імені Ворошилова.
Член ВКП(б) з 1949 року.
У грудні 1950 — березні 1952 р. — старший офіцер, у березні — грудні 1952 р. — заступник начальника 1-го відділу (оперативної підготовки флотів і флотилій) Головного оперативного управління Морського генерального штабу.
У грудні 1952 — вересні 1955 р. — начальник штабу—1-й заступник командувача Червонопрапорної Амурської флотилії. У вересні 1955 — січні 1956 р. — командир Амурської військово-річкової бази Тихоокеанського флоту.
У січні 1956 — січні 1961 року — командувач Дунайської флотилії.
У січні 1961 — березні 1963 р. — начальник Ленінградського Нахімовського училища Військово-морського флоту. У березні — квітні 1963 р. — у розпорядженні Головного командування Військово-морського флоту.
У березні 1963 — грудні 1964 р. — начальник штурмансько-гідрографічного факультету Вищого військово-морського училища імені Фрунзе.
З грудня 1964 року — в запасі через хворобу. Проживав у місті Ялті. Похований на Лівадійському цвинтарі.

## Звання
- контр-адмірал (6.04.1957)

## Нагороди
- два ордени Червоного Прапора (1945, 1953)
- орден Червоної Зірки (23.07.1944)
- два ордени Вітчизняної війни 1-го ст. (23.02.1948, 6.04.1985)
- медаль «За бойові заслуги» (3.11.1944)
- медалі